# Grigoriy Afinogenov
Pour les articles homonymes, voir Afinoguenov.
Grigori Sergueïevitch Afinoguenov (en russe : Григорий Сергеевич Афиногенов) est un joueur russe de volley-ball né le 25 mars 1980 à Moscou (alors en URSS). Il mesure 2,08 m et joue central.

## Clubs
| Club                      | De        | À         |
| ------------------------- | --------- | --------- |
| MGTU Moscou               | 1997-1998 | 1998-1999 |
| Iskra Odintsovo           | 1999-2000 | 2004-2005 |
| Zenit Kazan               | 2005-2006 | 2006-2007 |
| Dynamo-Yantar Kaliningrad | 2007-2008 | 2007-2008 |
| Iaroslavitch Iaroslavl    | 2008-2009 | 2009-2010 |
| Oural Oufa                | 2010-2011 | 2011-2012 |
| Dinamo Moscou             | 2012-2013 | 2012-2013 |
| Oural Oufa                | 2013-2014 | ...       |

## Palmarès
- Ligue des champions
  - Finaliste : 2004
- Championnat de Russie (1)
  - Vainqueur : 2007
  - Finaliste : 2003
- Coupe de Russie (2)
  - Vainqueur : 2002, 2007
  - Finaliste : 2005